# プレオーガニックコットンプログラム
プレオーガニックコットンプログラム（英：PRE ORGANIC COTTON PROGRAM）はインドのコットン農家がオーガニックコットン栽培へ移行するための支援を行う活動

## 概要
インドのコットン農家の化学農薬による健康被害・土壌汚染、農薬購入時に発生する借金問題等を解決するため、オーガニック栽培をスタートするための支援を行う。運営は音楽プロデューサー小林武史が代表をつとめるクルックと伊藤忠商事・繊維カンパニー。
プレオーガニックプログラムでは、オーガニックコットン認証を取得するために必要な３年間の無農薬農法移行期間中のコットンをオーガニック栽培支援費を付与し、全て事前買い付けを行う他、オーガニック農法の指導者派遣や遺伝子組み換えをしていないコットンの種を配布する等の支援を行っている。
プレオーガニックコットンプログラムで買い取ったコットンは、“プレオーガニックコットン”という商標で、アパレル企業等へ販売し、主に日本国内でコットン製品として流通しており、支援費はこのプレオーガニックコットン製品の売上げから拠出されている。
2008年より活動を開始し、インドのマディヤ・プラデーシュ州を中心に800軒以上の農家をサポートしている。

## 活動内容
クルックと伊藤忠商事が共同で企画・運営を行っており、インドではオーガニック農業支援団体ラジ・エコ・ファームと共同でコットン農家の支援を行っている。
プレオーガニックプログラムでは、無農薬栽培の開始からオーガニック認証の取得までを支援。

### コットン農家への支援内容
1. 生産が落ちた分を価格に上乗せして購入
2. オーガニック農法の指導者を派遣
3. 第三者機関の認証検査員を派遣
4. オーガニック認証の条件である、遺伝子組換えをしていない種を配布

（preorganic.com 参考。）